# Veronika Stūriška
Veronika Monika Stūriška, née le 28 décembre 2005 à Jaunpiebalga, est une coureuse cycliste lettonne, spécialiste du BMX.

## Biographie
Veronika Monika Stūriška vient de Jaunpiebalga dans le nord-est de la Lettonie. Elle s'entraîne à proximité, au centre national de BMX à Valmiera. En 2022, à l'âge de 16 ans, elle participe pour la première fois à la Coupe du monde de BMX dans la catégorie des espoirs (moins de 23 ans). Elle s'impose lors de trois manches et remporte le classement général façe à des filles bien plus âgées qu'elle. La même année, elle est sacrée championne de Lettonie chez les juniors (17/18 ans) et deuxième aux mondiaux juniors derrière la Française Léa Brindjonc à Nantes. À la suite de ses succès, elle est élue cycliste de l'année en Lettonie.
En 2023, lors de sa deuxième année junior, Stūriška gagne de nouveau plusieurs manches en Coupe du monde et en Coupe d'Europe. En plus du titre de championne de Lettonie et de vice-championne d'Europe, elle est sacrée   championne du monde de BMX juniors à Glasgow en août. 
En 2024, chez les espoirs, elle devient championne du monde et d'Europe dans cette catégorie. Elle est sélectionnée pour les Jeux olympiques de Paris.

## Palmarès en BMX

### Championnats du monde
- Nantes 2022
  -  Médaillée d'argent du BMX juniors
- Glasgow 2023
  -  Championne du monde de BMX juniors
- Rock Hill 2024
  -  Championne du monde de BMX espoirs

### Coupe du monde
- 2022 (espoirs) : 1re du classement général, vainqueur de 3 manches
- 2023 (espoirs) : 2e du classement général, vainqueur de 2 manches
- 2024 (espoirs) : 3e du classement général

### Championnats d'Europe
- Dessel 2022
  -  Médaillée de bronze du BMX par équipes
- Besançon 2023
  -  Médaillée d'argent du BMX juniors
- Besançon 2024
  -  Championne d'Europe de BMX espoirs
- Valmiera 2025
  -  Championne d'Europe de BMX espoirs

### Championnats de Lettonie
- 2022
  -  Championne de Lettonie de BMX juniors
- 2023
  -  Championne de Lettonie de BMX juniors

## Distinctions
- Cycliste lettonne de l'année : 2022, 2023 et 2024